# Zjerm
«Zjerm» (укр. Вогонь) — пісня албанського гурту Shkodra Elektronike, з якою вони перемогли у Festivali i Këngës 63 та представлятимуть Албанію на Пісенному конкурсі Євробачення 2025 в Базелі, Швейцарія.

## Про пісню
Авторами «Zjerm» є учасники Shkodra Elektronike — Коле Лака та Беатріче Джерджі. Текст пісні написаний албанським діалектом гег. Лака та Джерджі описують свою пісню наступним чином: 
«„Zjerm“ була створена після довгих досліджень, що зробило нас відкритими для більш поп-орієнтованої й зрозумілої композиції. Мелодія й текст мали нести в собі таку ж силу та ніжність, як перше ранкове світло, що розсіює тіні ночі. Текст народився з бажання глибоко звернутись до таких людських тем, як біль і позачасові емоції, ті слова, які зберігають архаїчну та евокаційну напругу — як заклик, що поєднує минуле з сьогоденням».

## Пісенний конкурс Євробачення 2025

### Festivali i Këngës 63
У жовтні 2024 року албанська телекомпанія RTSH оприлюднила 30 артистів для фестивалю Festivali i Këngës 63, який використовується як відбір країни для Євробачення, а 6 грудня — пісні учасників, серед яких була зокрема й «Zjerm». 19 грудня Shkodra Elektronike виступили в першому півфіналі Festivali i Këngës та змогли досягти фіналу. 22 грудня гурт здобув перемогу в конкурсі, посівши перші місця за результатами голосування журі та SMS, та друге в онлайн-голосуванні. Таким чином, пісня «Zjerm» у виконанні Shkodra Elektronike здобула право представляти Албанію на Пісенному конкурсі Євробачення 2025.

### На Євробаченні
У півфіналі Shkodra Elektronike виконали пісню «Zjerm» під дванадцятим порядковим номером. Гурту вдалося кваліфікуватися до фіналу конкурсу, що пройде 17 травня.